# هاري فرانك برودبنت
هاري فرانك برودبنت (بالإنجليزية: Harry Frank Broadbent)‏ هو طيار أسترالي، ولد في 25 مارس 1910 في تشيسوك في المملكة المتحدة، وتوفي في 9 نوفمبر 1958.